# Väggarp
Väggarp är en tätort i Eslövs kommun i Skåne län.
Öster om Väggarp ligger Örtofta slott och däremellan i utkanten av Väggarp ligger Örtofta kyrka som byggdes 1862 av greve Henrik Dücker. Det finns även en begravningsplats som använts åtminstone sedan 1800-talet.
Öster om kyrkan rinner Bråån och över den går en stenbro som daterats till 1700-talet.
Örtofta kulle är en bronsåldersgravhög som ligger i anslutning till begravningsplatsen.

## Befolkningsutveckling
| Befolkningsutvecklingen i Väggarp 1990–2020 | Befolkningsutvecklingen i Väggarp 1990–2020 | Befolkningsutvecklingen i Väggarp 1990–2020 | Befolkningsutvecklingen i Väggarp 1990–2020 | Befolkningsutvecklingen i Väggarp 1990–2020 |
| ------------------------------------------- | ------------------------------------------- | ------------------------------------------- | ------------------------------------------- | ------------------------------------------- |
|                                             |                                             |                                             |                                             |                                             |
| År                                          |                                             |                                             | Folkmängd                                   | Areal (ha)                                  |
| 1990                                        | 1990                                        |                                             | 215                                         | 13                                          |
| 1995                                        | 1995                                        |                                             | 225                                         | 13                                          |
| 2000                                        | 2000                                        |                                             | 212                                         | 13                                          |
| 2005                                        | 2005                                        |                                             | 213                                         | 13                                          |
| 2010                                        | 2010                                        |                                             | 211                                         | 13                                          |
| 2015                                        | 2015                                        |                                             | 229                                         | 30                                          |
| 2020                                        | 2020                                        |                                             | 253                                         | 30                                          |
| Anm.: Ny tätort 1990                        |                                             |                                             |                                             |                                             |